# Alchemilla oculimarina
Alchemilla oculimarina är en rosväxtart som beskrevs av Pawl.. Alchemilla oculimarina ingår i släktet daggkåpor, och familjen rosväxter.

## Underarter
Arten delas in i följande underarter:
- A. o. buffonis
- A. o. extensa